# Imran Khan
Imran Ahmad Khan Niazi (Urdu: عمران خان نیازی; Lahore, 5 oktober 1952) is een Pakistaanse politicus en voormalig cricketspeler.
Van 18 augustus 2018 tot en met 9 april 2022 was hij premier van Pakistan. Hij is voorzitter van de partij Pakistan Tehreek-e-Insaf (PTI). In de perioden 2002-2007, 2013-2018 en 2018-2022 was Khan lid van de Nationale Assemblee van Pakistan.
Khan speelde twee decennia lang internationaal cricket en ontwikkelde later filantropische projecten zoals het Shaukat Khanum Memorial Cancer Hospital & Research Centre en Namal College.

## Biografie
Khan speelde testcricket voor Pakistan van 1971 tot 1992 en was aanvoerder van zijn team toen Pakistan in maart 1992 voor het eerst de wereldbeker won. De andere finalist was Engeland en de wedstrijd werd gespeeld in Melbourne (Australië).
Khan studeerde aan de Universiteit van Oxford en trouwde op 16 mei 1995 met "socialite" Jemima Goldsmith. Ze kregen samen twee zoons alvorens ze in 2004 uit elkaar gingen.
In 1996 richtte Khan de politieke partij Pakistan Tehreek-e-Insaf op, waarmee hij in 2002 een zetel veroverde in het nationale parlement. Als een van de oppositieleiders tegen het bewind van generaal Pervez Musharraf werd hij in november 2007 door Pakistaanse agenten gearresteerd en onder huisarrest geplaatst. Bij de verkiezingen van 2013 groeide zijn partij door naar 35 zetels.

### Premierschap en buitenlandse politiek
Bij de Pakistaanse verkiezingen van juli 2018 behaalde de partij van Khan 176 parlementszetels en werd daarmee de grootste partij van het land, terwijl zijn tegenstander en oppositieleider Shehbaz Sharif (Pakistan Muslim League (N)) bleef steken op 96 zetels. Khan werd op 18 augustus beëdigd als de 22ste premier van Pakistan. Hij zette onmiddellijk een herschikking aan de top van de nationale bureaucratie door, waaronder de benoeming van Sikandar Sultan Raja tot minister van Spoorwegen, van Rizwan Ahmed tot minister van Marine en van Sohail Mahmood tot minister van Buitenlandse Zaken. In militair opzicht was de benoeming van luitenant-generaal Asim Munir in de sleutelpositie van directeur-generaal van de inlichtingendiensten cruciaal.

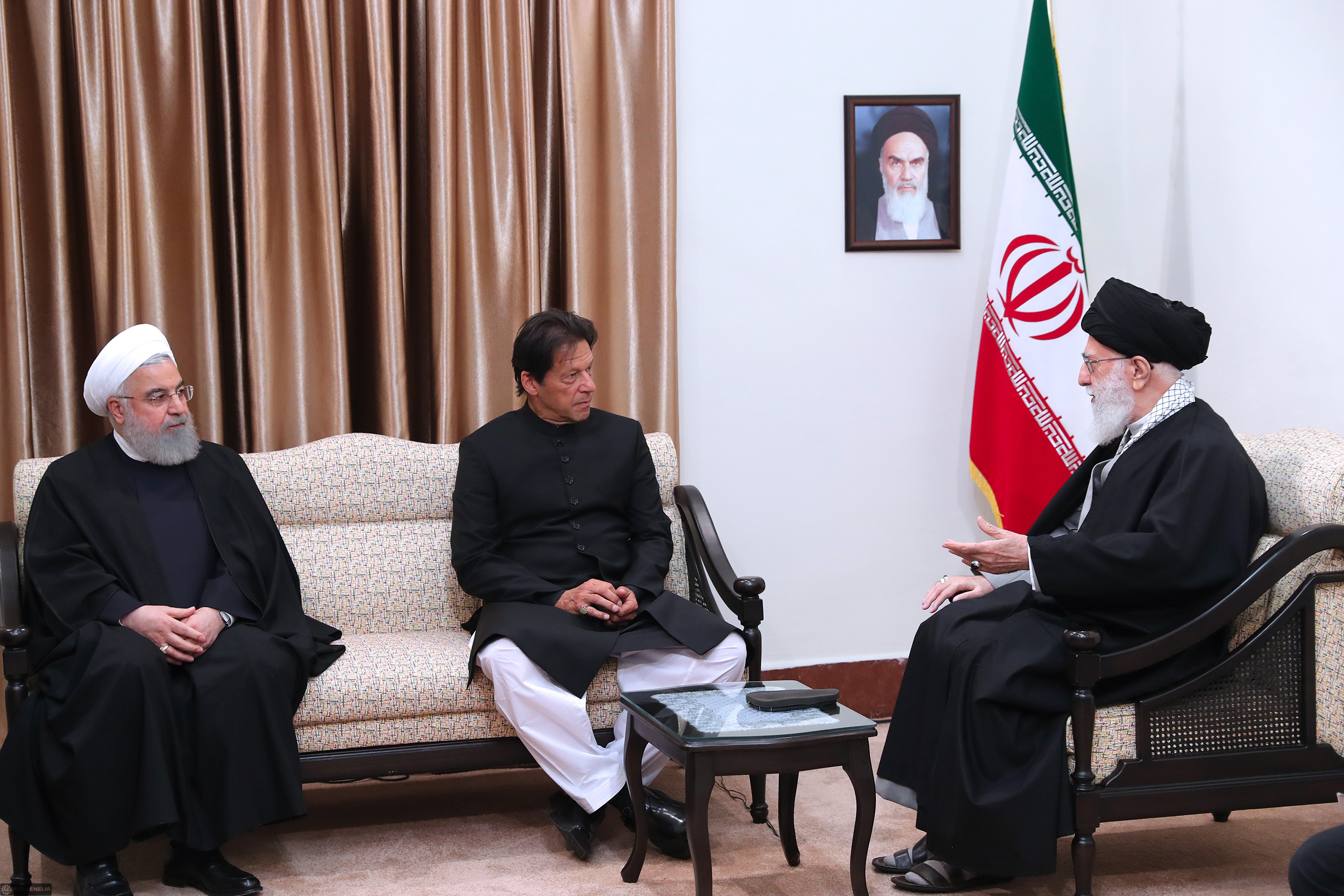
Khan met Ali Khamenei en Hassan Rohani

Khan presenteerde zijn kabinet spoedig na zijn beëdiging en koos ervoor zelf het ministerie van Binnenlandse Zaken te leiden. Het merendeel van de leden van zijn kabinet waren eerder minister geweest tijdens het Pervez Musharraf-tijdperk en enkele dienden onder het kabinet van de Pakistaanse Volkspartij, dat het tijdperk Musharraf opvolgde.
Khan verklaarde dat Pakistan, ondanks de moord op de Saoedisch-Amerikaanse journalist Jamal Khashoggi, voorrang moest geven aan goede relaties met Saoedi-Arabië vanwege de economische crisis. Hij voegde daaraan toe dat de sancties, die de VS buurland Iran oplegde, ook Pakistan troffen. Ook zei hij dat "het laatste waaraan de moslimwereld behoefte heeft, is nog een conflict". De regering-Trump bewoog zich wel in die richting.
Khan gaf voorrang aan nauwe banden met China, en beweerde "niet veel te weten" over concentratiekampen voor Oeigoerse moslims in China.
Hij sprak steun uit voor het Turkse offensief in 2019 in Noord-Syrië. Op 11 oktober zei Khan tegen de Turkse president Recep Erdoğan dat Pakistan de Turkse bezorgdheid over terrorisme volledig begreep.
Eind september 2019 deed Khan in een CNN-interview met buitenlandverslaggever Christiane Amanpour een dringend beroep op de wereldgemeenschap om meer aandacht en betrokkenheid te tonen bij het zijns inziens snel escalerende Kasjmirconflict tussen Pakistan en India. "Een VN-resolutie voor bilateraal overleg is vruchteloos, omdat zijn tegenpool, de Indiase premier Narendra Modi vasthoudt aan zijn ideologie van Hindoe-suprematie".

#### Einde premierschap
In april 2022 verloor de regering van Khan haar parlementaire meerderheid, toen verschillende coalitiepartners overliepen naar de oppositie. Zij deden dit uit onvrede met de magere resultaten die de regering van Khan op sociaal en economisch vlak boekte. De oppositiepartijen dienden hierop een motie van wantrouwen in, maar nog voor de stemming kon plaatsvinden besloot president Arif Alvi, op verzoek van Khan, het parlement te ontbinden en nieuwe verkiezingen uit te schrijven. Deze stap veroorzaakte een politieke crisis en werd uiteindelijk door het Pakistaanse hooggerechtshof ongrondwettelijk verklaard. De vertrouwensstemming werd hierop alsnog gehouden, waarbij Khan door een nipte meerderheid (174 van de 342 parlementsleden) werd weggestemd. Hij werd daarmee de eerste premier van Pakistan die op deze manier uit zijn ambt werd gezet. Op 11 april 2022 trad een nieuwe regering aan onder leiding van Shehbaz Sharif.

## Autobiografie
- A Journey Through the Land of the Tribal Pathans